# Eliasz (Kfoury)
Eliasz, imię świeckie Iljas Kfoury (ur. 1947 w Szrin) – libański duchowny prawosławnego Patriarchatu Antiocheńskiego, od 1995 metropolita Tyru i Sydonu.

## Życiorys
Święcenia kapłańskie przyjął w 1974. Chirotonię biskupią otrzymał w 1984 jako wikariusz patriarszy Damaszku. W 1995 został mianowany metropolitą Tyru i Sydonu.